# Diócesis de Patos
La diócesis de Patos (en latín: Patosensis y en portugués: Diocese de Patos) es una circunscripción eclesiástica de la Iglesia católica en Brasil. Se trata de una diócesis latina, sufragánea de la arquidiócesis de Paraíba. Desde el 7 de noviembre de 2012 su obispo es Eraldo Bispo da Silva.

## Territorio y organización
La diócesis tiene 11 000 km² y extiende su jurisdicción sobre los fieles católicos de rito latino residentes en 38 municipios del estado de Paraíba: Água Branca, Areia de Baraúnas, Assunção, Cacimba de Areia, Cacimbas, Catingueira, Condado, Desterro, Emas, Imaculada, Junco do Seridó, Juru, Livramento, Mãe d'Água, Malta, Manaíra, Maturéia, Nova Olinda, Olho d'Água, Passagem, Patos, Piancó, Princesa Isabel, Quixaba, Salgadinho, Santa Luzia, Santa Teresinha, Santana dos Garrotes, São José de Espinharas, São José de Princesa, São José do Bonfim, São José do Sabugi, São Mamede, Taperoá, Tavares, Teixeira, Várzea y Vista Serrana.
La sede de la diócesis se encuentra en la ciudad de Patos, en donde se halla la Catedral de Nuestra Señora de la Guía.
En 2021 en la diócesis existían 39 parroquias agrupadas en 7 foranías: Vale das Espinharas, Malta, Vale do Sabugí, Serra de Teixeira, Serra de Princesa, Vale do Piancó y Serra do Cariri.

## Historia
La diócesis fue erigida el 17 de enero de 1959 con la bula Quandoquidem Deus del papa Juan XXIII, obteniendo el territorio de las diócesis de Cajazeiras y Campina Grande.

## Estadísticas
Según el Anuario Pontificio 2022 la diócesis tenía a fines de 2021 un total de 397 100 fieles bautizados.
| Año                                                                             | Población            | Población | Población      | Sacerdotes | Sacerdotes    | Sacerdotes    | Bautizados por sacerdote | Diáconos permanentes | Religiosos | Religiosos | Parroquias |
| Año                                                                             | Bautizados católicos | Total     | % de católicos | Total      | Clero secular | Clero regular | Bautizados por sacerdote | Diáconos permanentes | Varones    | Mujeres    | Parroquias |
| ------------------------------------------------------------------------------- | -------------------- | --------- | -------------- | ---------- | ------------- | ------------- | ------------------------ | -------------------- | ---------- | ---------- | ---------- |
| 1965                                                                            | 248 000              | 250 000   | 99.2           | 23         | 15            | 8             | 10 782                   |                      | 8          | 69         | 14         |
| 1970                                                                            | 240 000              | 243 235   | 98.7           | 31         | 22            | 9             | 7741                     |                      | 11         | 60         | 17         |
| 1976                                                                            | 295 000              | 297 010   | 99.3           | 22         | 17            | 5             | 13 409                   |                      | 5          | 54         | 21         |
| 1980                                                                            | 320 000              | 325 000   | 98.5           | 23         | 14            | 9             | 13 913                   |                      | 9          |            | 19         |
| 1990                                                                            | 353 000              | 371 000   | 95.1           | 22         | 15            | 7             | 16 045                   |                      | 7          | 48         | 23         |
| 1999                                                                            | 335 000              | 420 000   | 79.8           | 26         | 20            | 6             | 12 884                   |                      | 7          | 38         | 25         |
| 2000                                                                            | 335 000              | 420 000   | 79.8           | 24         | 20            | 4             | 13 958                   |                      | 4          | 38         | 25         |
| 2001                                                                            | 335 000              | 420 000   | 79.8           | 24         | 20            | 4             | 13 958                   |                      | 4          | 38         | 25         |
| 2002                                                                            | 336 000              | 420 000   | 80.0           | 33         | 28            | 5             | 10 181                   |                      | 6          | 41         | 25         |
| 2003                                                                            | 331 000              | 360 000   | 91.9           | 37         | 31            | 6             | 8945                     |                      | 6          | 37         | 26         |
| 2004                                                                            | 337 600              | 365 000   | 92.5           | 30         | 27            | 3             | 11 253                   |                      | 3          | 40         | 26         |
| 2013                                                                            | 374 000              | 408 900   | 91.5           | 36         | 35            | 1             | 10 388                   | 7                    | 23         | 16         | 34         |
| 2016                                                                            | 383 000              | 419 000   | 91.4           | 40         | 40            | 4             | 8704                     | 7                    | 23         | 22         | 36         |
| 2019                                                                            | 391 000              | 429 000   | 91.1           | 47         | 43            | 4             | 8319                     | 7                    | 23         | 19         | 39         |
| 2021                                                                            | 397 100              | 435 815   | 91.1           | 46         | 43            | 3             | 8632                     | 16                   | 22         | 23         | 39         |
| Fuente: Catholic-Hierarchy, que a su vez toma los datos del Anuario Pontificio. |                      |           |                |            |               |               |                          |                      |            |            |            |

## Episcopologio
- Expedito Eduardo de Oliveira † (25 de febrero de 1959-8 de mayo de 1983 falleció)
- Gerardo de Andrade Ponte † (5 de diciembre de 1983-8 de agosto de 2001 retirado)
- Manoel dos Reis de Farias (8 de agosto de 2001-27 de julio de 2011 nombrado obispo de Petrolina)
- Eraldo Bispo da Silva, desde el 7 de noviembre de 2012